# Gandyzm

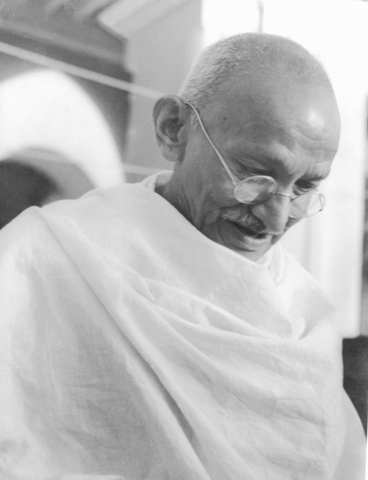
Mahatma Gandhi (1869–1948)

Gandyzm (dewanagari गांधीवाद, trl. gandhīvād, ang. Gandhism) – doktryna społeczno-polityczna stworzona przez Mohandasa Karamchanda Gandhiego, przywódcę ruchu niepodległościowego w Indiach. Istotą gandyzmu jest dążenie do podporządkowania wszystkich dziedzin działalności ludzkiej (w tym także polityki) ideom moralnym. Moralne i filozoficzne treści gandyzmu nawiązują przede wszystkim do buddyzmu i hinduizmu.
Gandyzm opiera się na trzech zasadach moralnych. Są to:
- ahinsa – niewyrządzanie zła, zakaz zabijania i zadawania cierpień,
- równość – sprawiedliwość egalitarna,
- asceza.

W stosunkach międzynarodowych ahinsa polega na stosowaniu wyłącznie metod wykluczających przemoc i gwałt; celem jest wyeliminowanie uczuć zemsty, nienawiści i nieżyczliwości, gdyż prowadzą one do konfliktów i wojen.
W stosunkach międzyludzkich zasada ahinsy obejmuje postulaty: przeciwdziałania złu, tolerancji, życzliwości, szacunku wobec przeciwnika oraz walki bez gwałtu. Usprawiedliwione są tylko takie metody, które minimalizują cierpienia przeciwnika, a także służą likwidacji konfliktu i przyczyniają się do pokojowego ułożenia dalszych stosunków.
Podstawowymi metodami walki bez gwałtu są: masowe demonstracje, strajki, bojkot szkół państwowych, sądów oraz wyborów, niepłacenie podatków itd. Metody te określa się mianem „wierności prawdzie” (satyagraha – z hind. satya – prawda, agraha – upieranie się), „odmowy współpracy” lub obywatelskiego nieposłuszeństwa.
Poglądy polityczne J. Nehru i M.L. Kinga ukształtowały się w znacznej mierze pod wpływem idei gandyzmu.